# Дірінг (Канзас)
Дірінг (англ. Dearing) — місто (англ. city) в США, в окрузі Монтгомері штату Канзас. Населення — 382 особи (2020).

## Географія
Дірінг розташований за координатами 37°3′13″ пн. ш. 95°41′44″ зх. д. / 37.05361° пн. ш. 95.69556° зх. д. (37.053743, -95.695541).  За даними Бюро перепису населення США в 2010 році місто мало площу 3,93 км², уся площа — суходіл.

## Демографія
Згідно з переписом 2010 року, у місті мешкала 431 особа в 187 домогосподарствах у складі 124 родин. Густота населення становила 110 осіб/км².  Було 209 помешкань (53/км²).
Расовий склад населення:
| - 85,8 % — білих - 5,8 % — корінних американців - 0,2 % — чорних або афроамериканців |

До двох чи більше рас належало 7,9 %. Частка іспаномовних становила 3,7 % від усіх жителів.
За віковим діапазоном населення розподілялося таким чином: 20,9 % — особи молодші 18 років, 62,6 % — особи у віці 18—64 років, 16,5 % — особи у віці 65 років та старші. Медіана віку мешканця становила 43,2 року. На 100 осіб жіночої статі у місті припадало 100,5 чоловіків;  на 100 жінок у віці від 18 років та старших — 110,5 чоловіків також старших 18 років.
Середній дохід на одне домашнє господарство  становив 50 904 долари США (медіана — 43 125), а середній дохід на одну сім'ю — 62 584 долари (медіана — 58 929). За межею бідності перебувало 12,4 % осіб, у тому числі 11,3 % дітей у віці до 18 років та 10,2 % осіб у віці 65 років та старших.
Цивільне працевлаштоване населення становило 265 осіб. Основні галузі зайнятості: виробництво — 23,8 %, роздрібна торгівля — 21,9 %, транспорт — 14,3 %, освіта, охорона здоров'я та соціальна допомога — 14,3 %.